# Rusty LaRue
Rusty LaRue (Winston-Salem, 10 de setembro de 1973 é um ex-multi desportista que quando estudou em Wake Forest, praticou basquetebol, basebol e futebol americano, fato que o levou a entrar para o Hall da Fama da Universidade. Mais tarde como profissional e jogando na NBA, LaRue foi campeão da Temporada da NBA de 1997-98 jogando pelo Chicago Bulls.  Integrou também a seleção estadunidense campeã do FIBA Americas de 1997.